# عروة (المدينة المنورة)
عروة منطقة تاريخية قديما، وحاليا، حي من أحياء المدينة المنورة في السعودية. تقع في جنوب غرب المدينة، تنسب تسميتها إلى التابعي الجليل عروة بن الزبير الذي كان ينزل فيها في بيته المعروف ب قصر عروة.